# Quicksilver (album)
Quicksilver je šesté studiové album skupiny Quicksilver Messenger Service. Album vyšlo v roce 1971 u Capitol Records. Z původní sestavy se na tomto albu podíleli jen Gary Duncan a Greg Elmore.

## Seznam skladeb
| Pořadí         | Název                  | Délka |
| -------------- | ---------------------- | ----- |
| 1.             | Hope                   | 3:01  |
| 2.             | I Found Love           | 3:56  |
| 3.             | Song for Frisco        | 4:58  |
| 4.             | Play My Guitar         | 4:38  |
| 5.             | Rebel                  | 2:02  |
| 6.             | Fire Brothers          | 3:12  |
| 7.             | Out of My Mind         | 4:34  |
| 8.             | Don't Cry My Lady Love | 5:12  |
| 9.             | The Truth              | 6:58  |
| Celková délka: | Celková délka:         | 39:52 |

## Sestava
- Dino Valenti – zpěv, kytara, flétna, perkuse
- Gary Duncan - zpěv, kytara
- Mark Ryan – baskytara
- Greg Elmore – bicí, perkuse
- Chuck Steaks – piáno, varhany